# Друштвене пчеле
Друштвене пчеле су пчеле које живе друштвеним животом и код којих јединке ван пчелиње заједнице не могу да преживе. Постоји више стотина врста друштвених пчела, које граде сложену, високо организовану заједницу. Унутар друштва постоји јасна подела улога зависно од пола и старости пчела. Тако да одређене пчеле се брину за одбрану, скупљање хране, размножавање, чистоћу, климатизацију итд.
Граница није оштра пошто постоје пчеле које живе исто као солитарне, осим што више женки дели исто гнездо. Неке живе у мањим заједницама (2 до 7 пчела), неке граде привремене колоније које ујесен изумиру и само оплођена женка преживи зиму (пример је бумбар).
Најзначајније су медоносне пчеле, од који је најзначајнија врста европско-афричка медоносна пчела (Apis mellifica L.), која се узгаја широм света.